# Saint-Paterne-Racan

Saint-Paterne-Racan este o comună în departamentul Indre-et-Loire, Franța. În 1 ianuarie 2022 avea o populație de 1.697 de locuitori.